# Benito de Canfield
Benito de Canfield, también llamado en español Benedicto, en otras lenguas Benoît o Benet de Canfield o Canfeld, anteriormente conocido como William Fitch (Little Canfield, Essex, 1562-París, 1610 o 1611) fue un sacerdote capuchino y escritor ascético-místico inglés de gran influencia en la espiritualidad del siglo XVII. Es considerado uno de los místicos del movimiento recusante frente al anglicanismo

## Biografía
Nació en el seno de una noble familia anglicana, durante los tiempos de persecución para la Iglesia católica. Hacia 1579 empezó los estudios en Londres.
Años después, a raíz de la lectura de un libro del jesuita Robert Parsons, de algunas experiencias religiosas y de conversaciones con amigos y con sacerdotes católicos encarcelados, se convirtió al catolicismo en 1585. Marchó a Francia para completar su formación como católico, conoció a los capuchinos y el 23 de marzo de 1586 tomó su hábito en el convento parisino de Saint-Honoré.
Allí hizo el noviciado y la profesión religiosa, y cambió su nombre civil, William Fitch, por el de Benito de Canfield. Terminado el noviciado, en el que ya tuvo experiencias místicas, marchó a Italia donde acabó la carrera y recibió la ordenación sacerdotal, para después regresar a Francia.
Fue profesor en Orleans, se ocupó de la formación de los novicios y se dedicó a la predicación. En 1599 volvió a Inglaterra, pero fue apresado por ser sacerdote católico y permaneció en la cárcel hasta 1602 o 1603 año en que, por intercesión de Enrique IV de Francia ante Isabel I, fue puesto en libertad y desterrado a Francia.
En Ruan fue guardián del convento y de nuevo maestro de novicios. Volvió luego a París y se encargó de la dirección espiritual de personas de gran trascendencia religiosa, a la vez que gozó de buena acogida en la corte de Francia. Murió en París el año 1610 o 1611, en el convento de Saint-Honoré.

## Obras
Benito de Canfield publicó pocas obras, pero importantes, entre las que destaca Le Chevalier chrétien, París: 1609, que es una guía doctrinal y ascética para la formación cristiana de los seglares. 
Su obra más conocida e importante es La Regla de perfección, cuyo título original completo es: Règle de la perfection contenant un bref et lucide abrégé de toute la vie spirituelle réduite á ce seul point de la volonté de Dieu. Consta de tres partes que se fueron publicando sucesivamente a partir de 1608, ora en francés ora en inglés.
Se tradujo a varias lenguas y se multiplicaron las ediciones hasta que, en 1689, fue incluida en el «Índice» de libros prohibidos, más por el mal uso que de ella hacían los quietistas que por el contenido de la misma obra.
Su doctrina se centra en la voluntad de Dios: el secreto del progreso espiritual está en la total aceptación de la voluntad de Dios, voluntad que, según el modo y grado en que la conocemos, se divide en exterior, que comprende la vida activa (I Parte), interior, que contiene la vida contemplativa (II Parte), y esencial, que habla de la vida supereminente (III Parte). La compleja trayectoria de la obra con sus ediciones y correcciones aconseja usar una edición crítica como la de J. Orcibal (París, PUF, 1982).
El libro fue dado a conocer en los años 1940 por Aldous Huxley en su libro Eminencia gris, biografía novelada de François Leclerc du Tremblay, secretario del cardenal Richelieu, como ejemplo de enseñanzas místicas comunes entre las tradiciones orientales y occidentales.